# Myrcia calcicola
Myrcia calcicola là một loài thực vật thuộc họ Myrtaceae. Đây là loài đặc hữu của Jamaica và hiện đang bị đe dọa vì mất môi trường sống.